# Xenorhina adisca
Espèce
Statut de conservation UICN

 DD  : Données insuffisantes
Xenorhina adisca est une espèce d'amphibiens de la famille des Microhylidae.

## Répartition
Cette espèce est endémique de Nouvelle-Guinée occidentale. Elle n'est connue que dans sa localité type, Tembagapura, située dans la chaîne de Sudirman, à 2 200 m d'altitude,.

## Publication originale
- Kraus & Allison, 2003 : A new species of Xenorhina (Anura: Microhylidae) from western New Guinea. Proceedings of the Biological Society of Washington, vol. 116, p. 803-810 (texte intégral).